# Daniel Høegh
Daniel Mathias Høegh (* 6. ledna 1991, Odense) je dánský fotbalový obránce, od roku 2015 hráč švýcarského klubu FC Basilej. Hraje na postu stopera (středního obránce).

## Klubová kariéra
- Odense BK (mládež)
- Odense BK 2010–2015
- FC Basilej 2015–[2]